# جورج آواکیان

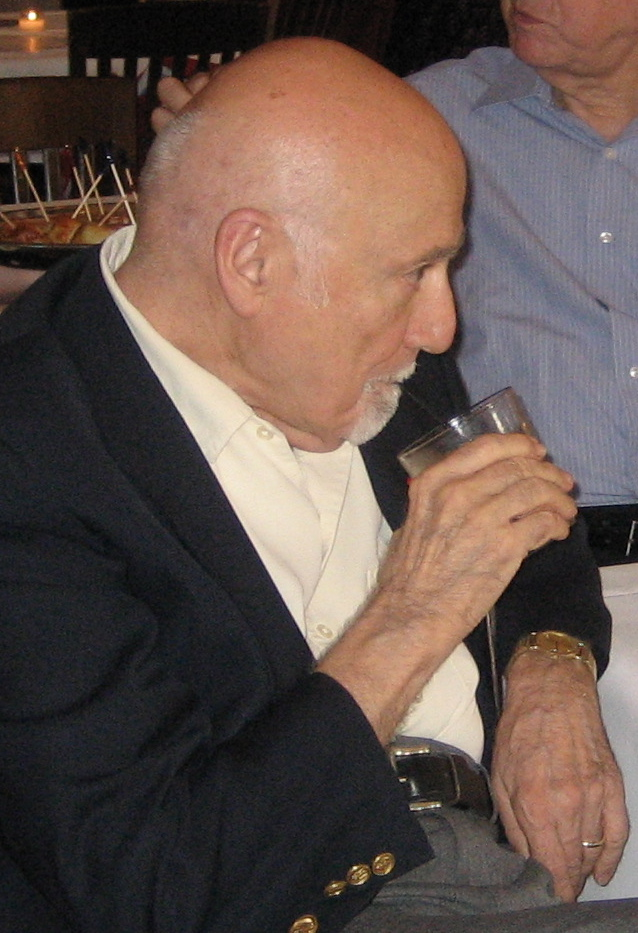
آواکیان در سال ۲۰۰۷ میلادی

ژرژ (جورج) آواکیان (ارمنی: Ջորջ (Գևորգ) Ավագյան؛ زادهٔ ۱۵ مارس ۱۹۱۹ - درگذشته ۲۲ نوامبر ۲۰۱۷) یک موسیقی‌دان ارمنی‌تبار ساکن ایالات متحده آمریکا بود.
وی همچنین برنده جوایزی همچون درجه لنین شده‌است.